# Nesolagus
Nesolagus — рід зайцеподібних ссавців родини Зайцеві (Leporidae).

## Опис
Представникам роду характерні смугасті візерунки на хутрі. Основний колір зверху — сірий, знизу — білий. Є кілька темно-коричневих або чорних смуг на спині, боках і  уздовж обличчя. Вуха дуже короткі. Довжина голови й тіла 37–42 сантиметрів, вага близько 1,5 кілограма.

## Життя
Ці Зайцеві ведуть нічний спосіб життя і ховаються в норах, які вони не риють.

## Види
- Nesolagus netscheri (Schlegel, 1880) — мешкає на Суматрі.
- Nesolagus timminsi Averianov, Abramov and Tikhinov, 2000 — Лаос, В'єтнам.
- Nesolagus sinensis †